# Antônio Bento (enxadrista)
Antônio Bento de Araújo Lima Filho (Rio de Janeiro, 1944) é um enxadrista brasileiro e Árbitro Internacional (AI) da Federação Internacional de Xadrez - FIDE. Foi presidente da Confederação Brasileira de Xadrez - CBX e atualmente ocupa o cargo de vice-presidente técnico da CBX. Integrante do Conselho de árbitros da FIDE. Traduziu as regras oficiais da FIDE (Laws of Chess) para a língua portuguesa que foram publicadas na obra Xadrez: introdução à organização e arbitragem de autoria do AI Carlos Calleros. É um dos quatro autores da Cartilha de Xadrez nas Escolas, publicada pelo Ministério do Esporte brasileiro. Reside atualmente em Brasília (DF), onde ministra anualmente, desde o ano de 1999, cursos periódicos presenciais e EAD de arbitragem para reciclar e formar novos árbitros. É Lecturer FIDE desde 2009. 
Bento, que é graduado em contabilidade aposentou-se como analista concursado do Banco Central do Brasil.

## Carreira
Iniciou sua carreira organizando, arbitrando e disputando torneios pela Associação dos Servidores do Banco Central – ASBAC, em Brasília. Em meados da década de 1970, figurou como organizador e árbitro de diversos campeonatos brasilienses. No início da década de 1980, recebeu o título de Árbitro Nacional da CBX. Em 1990, recebeu o título de Árbitro Internacional, no Congresso de Novi Sad, Iugoslávia, atualmente República Sérvia.

## O bom árbitro
Segundo Bento, o bom árbitro é aquele que:
- "Aplica a lei, doa a quem doer"
- "Age com imparcialidade e bom senso"
- "Trata com respeito a todos, sobretudo aos jogadores"
- "Estuda e atualiza seus conhecimentos"
- "É dedicado e pontual"
- "Nunca perde o bom humor, mesmo sob pressão"

## Atividades enxadrísticas
- Diretor da Confederação Brasileira de Xadrez (CBX) de 1982 a 1986.
- Vice-presidente da CBX de 1986 a 1992.
- Presidente da CBX de 1992 a 1996.
- Vice-presidente Técnico da CBX - gestão 2005 a 2008.
- Chefe da Delegação Brasileira na Olimpíada Mundial de 1990.
- Capitão da Equipe Brasileira na Olimpíada Mundial de 1990
- Técnico do Brasil na Olimpíada Mundial da IBCA 2000
- Técnico do Brasil no Panamericano da IBCA 2001
- Técnico do Brasil no Mundial da IBCA 2002
- Capitão da Equipe Brasileira na Olimpíada Mundial de 2006
- Ex-Membro do Comitê da FIDE para emparceiramento suíço.
- Ex-Membro do Comitê da FIDE para rating

## Principais arbitragens e/ou direção
- Árbitro-chefe da final do Campeonato Mundial realizado na Cidade do México em 2007.
- Panamericanos da Juventude de 1998 (Florianópolis/SC), 1999 (Matinhos/PR), 2000 (Bento Gonçalves/RS).
- Sul Americano de Xadrez Rápido de 1989 (Foz do Iguaçu/PR).
- Campeonatos Brasileiros Absolutos, finais de 1982, 1993, 1995, 1999 e 2004
- Colméia Internacional de 1981.
- Torneio Internacional de 1981, em Brasília.
- Aberto do Brasil (1986, 1988, 1989, 1992, 1996, 1998, 1999, 2000 a 2007).
- Árbitro do III Torneio Memorial Governador Miguel Arraes – Nordestão 2010, realizado na cidade do Recife em 2010.
- Campeonatos da CBDC de 2000 a 2006
- Campeonatos Brasilienses de 1979 a 2006
- IRT BCX de 1997 a 2006
- X Copa Itaú